# Anisoperas dentilineata
Anisoperas dentilineata är en fjärilsart som beskrevs av W. Warren 1904. Anisoperas dentilineata ingår i släktet Anisoperas och familjen mätare. Inga underarter finns listade i Catalogue of Life.